# Amori (Mauro Nardi)
Amori è un album del 2017 inciso dal cantante italiano Mauro Nardi, prodotto e distribuito dalla Mea Sound - Serie Paltinum.

## Tracce
1. Te voglio e nun te pozzo ave' – 3:59 (A. Fischetti)
2. Tu si ogni cosa – 3:54 (A. Fischetti)
3. Siente Carmè – 3:22 (A. Fischetti)
4. 'O stesse film – 4:05 (V. D'Agostino - G. Fiorellino - G. Viscolo)
5. Si fusse mugliereme – 4:01 (G. Turco - R. Riera - T. Colombo)
6. Famme vivere – 3:46 (A. Fischetti)
7. Segrete 'e n'ammurate – 2:58 (A. Fischetti)
8. Napule canta – 3:29 (S. Donati - C. Merolla)
9. Si ce turnamme a vulè bene – 3:35 (A. Fischetti - T. Napolitano)
10. Anema sbagliata – 2:45 (V. D'Agostino - G. Fiorellino - G. Viscolo)
11. Cchiu' 'e nu frate (con Franco Moreno) – 3:49 (Salvatore Capozzi)